# 伊地知隆彦
伊地知 隆彦（いぢち たかひこ、1952年7月15日 - ）は、日本の実業家。東和不動産代表取締役社長や、トヨタ自動車取締役副社長・最高財務責任者を経て、あいおいニッセイ同和損害保険代表取締役会長。

## 人物・経歴
鹿児島県出身。1976年慶應義塾大学経済学部卒業、トヨタ自動車工業（現トヨタ自動車）入社。経理が長く、2000年財務部財務企画室室長に就任。同年財務部副部長。2003年経理部部長。2004年常務役員に昇格。2008年専務取締役経理本部本部長。2010年専務取締役総務・人事本部本部長。2011年取締役専務役員。2013年顧問、東和不動産代表取締役社長。2015年取締役副社長、豊田自動織機監査役、東海理化電機製作所監査役。2016年には5年ぶりの減収減益となり、最高財務責任者として記者会見し経費を精査して原価改善を進めるとした。2017年あいおいニッセイ同和損害保険代表取締役会長。2020年コマニー取締役、長瀬産業取締役。